# 491 v. Chr.
Portal Geschichte | Portal Biografien | Aktuelle Ereignisse | Jahreskalender | Tagesartikel

◄ |
6. Jahrhundert v. Chr. |
5. Jahrhundert v. Chr. |
4. Jahrhundert v. Chr. |
►

◄ | 510er v. Chr. | 500er v. Chr. | 490er v. Chr. | 480er v. Chr. |
470er v. Chr. |
►

◄◄ | ◄ | 494 v. Chr. | 493 v. Chr. | 492 v. Chr. | 491 v. Chr. |
490 v. Chr. |
489 v. Chr. |
488 v. Chr. |
► |
►►
Das Jahr 491 v. Chr. vergeht – nach dem nur mäßig erfolgreichen Feldzug der Perser im Vorjahr – überwiegend mit diplomatischen Manövern. Der persische Großkönig Dareios I. schickt Gesandte nach Griechenland mit der Forderung nach Unterwerfung. Doch wenn sich auch die meisten der Poleis dem Druck des Achämenidenreichs beugen, so lehnen doch vor allem die lokalen Mächte Athen und Sparta und ihre jeweiligen Verbündeten die persischen Forderungen eindrücklich ab. In Sparta wird sogar einer der beiden Könige, Damaratos, auch wegen seiner zu perserfreundlichen Haltung abgesetzt und vertrieben.

## Ereignisse

### Politik und Weltgeschehen

#### Perserkriege

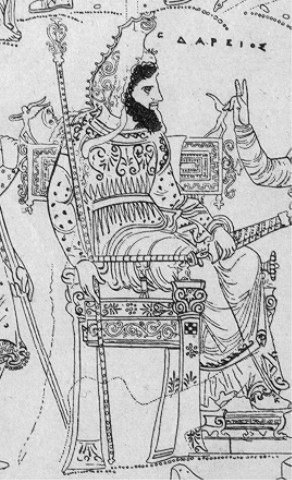
Dareios I. (Griechische Vasenmalerei)

Der persische Großkönig Dareios I. schickt Gesandte aus, die die Unterwerfung der griechischen Poleis unter das Achämenidenreich in Form einer symbolischen Übergabe von Erde und Wasser fordern. Viele Stadtstaaten in Nord- und Mittelgriechenland geben dem Druck aus Angst vor einem Angriff der Perser nach. Nur einige wenige, allen voran Athen und auch Sparta mit seinen peloponnesischen Verbündeten, weigern sich und töten die Gesandtschaften. In Athen wird inzwischen der von Themistokles begonnene Ausbau der Flotte und des Hafens Piräus fortgesetzt.

#### Sparta
In Sparta kommt der schon seit Jahren schwelende Konflikt zwischen den beiden Herrschern des Doppelkönigtums zum Ausbruch: König Kleomenes I. aus dem Geschlecht der Agiaden möchte eine Strafexpedition gegen Ägina führen, das sich als Mitglied des Peloponnesischen Bundes den Persern unterworfen hat, kann dies gegen den Widerstand seines Mitkönigs Damaratos jedoch nicht durchsetzen. Er bringt daraufhin die Klage vor, Damaratos sei kein legitimes Mitglied des Herrschergeschlechts der Eurypontiden und lässt diese Aussage von der bestochenen Priesterin des Orakels von Delphi untermauern. Damaratos wird daraufhin abgesetzt und geht ins Exil ins Perserreich. Sein Nachfolger wird Leotychidas II., der mit Kleomenes im Bunde ist.

#### Sizilien
Hippokrates, der Gela während seiner Herrschaft zur mächtigsten Stadt Siziliens aufgebaut hat, kommt bei einem seiner zahlreichen Feldzüge während der Belagerung von Hybla Heraia ums Leben. Gegen seine Söhne kommt es in Gela zu einem Aufstand, der von Gelon von Syrakus, dem Kommandeur der Kavallerie, niedergeschlagen wird. Gelon nutzt seinen Erfolg jedoch, um sich selbst als Tyrann der griechischen Kolonie auf den Thron zu setzen. Er begründet damit das Tyrannengeschlecht der Deinomeniden.

#### Römische Republik
Marcus Minucius Augurinus und Aulus Sempronius Atratinus sind gemäß der Legende nach dem Jahr 497 zum zweiten Mal Konsuln der frühen Römischen Republik. Volkstribune sind Marcus Decius und Lucius Sicinius Vellutus.
Gnaeus Marcius Coriolanus, der als erbitterter Gegner der Volkstribune für die Abschaffung dieses Amtes eintritt, wird des Versuchs des Umsturzes der Verfassung und der Aufhetzung des Senats gegen die Plebejer angeklagt. Die Volkstribune fordern die Todesstrafe, aber in Verhandlungen mit dem widerstrebenden Senat wird seine Strafe auf ewige Landesverweisung festgesetzt. Coriolanus geht daraufhin zu den mit Rom verfeindeten Volskern.

## Gestorben
- Hippokrates von Gela, Tyrann von Gela, auf einem Feldzug gegen die Sikeler